# Gloria Lynne
| Gloria Lynne                              | Gloria Lynne                              |
| Kattints az alábbi külső linkek egyikére! | Kattints az alábbi külső linkek egyikére! |
| ----------------------------------------- | ----------------------------------------- |
| Nem található szabad kép.(?)              |                                           |
| külső link · jogvédett                    | Press photo, 1960                         |

Gloria Lynne (New York, 1929. november 23. – Newark, 2013. október 15.) amerikai dzsesszénekesnő.

## Pályakép
Tizenötévesen első díjat nyert az Apollo Színházban rendezett „Amatőrök Éjszakája” versenyen az Apollo Színházban, ahol kortárs éjszakai klubok énekegyütteseivel lépett színpadra. Az 1950-es években olyan együttesek tagjaként vett fel lemezeket, mint az Enchanters és a Dell-Tones.
Bár korán sok ígéretes előadó volt – különösen a tévés szereplések, köztük a Harry Belafonte Spectacular után – fejlődése megsínylette, hogy gátlástalanul kihasználták. Kifizetetlen jogdíjak áldozata volt, csak az mentette meg, hogy folyamatosan dolgozott, és élő fellépésekkel kereshetett pénzt.
Turnékon Lynne többek között Ray Charlesszal, Billy Eckstine-nel, Johnny Mathisszal és Ella Fitzgeralddal lépett fel. Tévés sztárok közül kétszer szerepelt Harry Belafonte-val. Dalszövegeket írt a "Watermelon Man"-hez Herbie Hancock-kal és az "All Day Long"-hoz Kenny Burrell lel. Utolsó felvétele az "I Wish It Will Snow" volt Bucky Pizzarelli közreműködésével. Ez a dal szerepelt a 2014-es Lifetime filmben is.
New York City 1995. július 25-ét „Gloria Lynne Day”-nek nyilvánította.

## Lemezválogatás
- I'm Glad There Is You (1961)
- He Needs Me (1961)
- This Little Boy Of Mine (1961)
- Soul Serenade (1964)
- Greatest Hits By Popular Demand! (1974)
- From My Heart to Yours (2007)

## Filmek
- Gloria Lynne az IMDb-n

## Díjak
- 1996: International Women of Jazz Award
- 1997: Rhythm and Blues Alapítvány Pioneer
- 2003: National Treasure Award a Seasoned Citizens Theatre Company
- 2007: Living Legend Award Pennsylvania
- 2008: MAC Awards New York
- 2010: a New York-i Schomburgi Könyvtárban kitüntetésben részesült a zeneiparban és a világban nyújtott számos hozzájárulásáért a Great Women In Music által (Roz Nixon Entertainment)

## Fordítás
Ez a szócikk részben vagy egészben  a   Gloria Lynne című angol Wikipédia-szócikk ezen változatának fordításán alapul.  Az eredeti cikk szerkesztőit annak laptörténete sorolja fel. Ez a jelzés csupán a megfogalmazás eredetét és a szerzői jogokat jelzi, nem szolgál a cikkben szereplő információk forrásmegjelöléseként.